# レフ (通貨)
レフ（lev、ブルガリア語：лев） 複数形：レヴァ（leva、лева ）は、1881年から使用されているブルガリアの通貨単位。国際通貨コード(ISO 4217)は、BGN。補助通貨単位はストティンカ（stotinka、複数形：stotinki ストティンキ）で、1レフ=100ストティンキ。
2026年1月1日を以って、ユーロに置き換え、廃止される予定である。

## 概要
1997年よりドイツマルクを基軸通貨とする固定相場制（当時は1000レフ＝1マルク）を採用。欧州通貨統合により基軸通貨はユーロとなり、€1=1.95583レヴァ固定。
19世紀頃のブルガリア語では、レフは獅子という意味を持っていた（現代ブルガリア語では、獅子はルフ(luv、ブルガリア語：лъв)である）。これはオランダでターラー銀貨をもとに発行されていたライクスダアルダー（rijksdaalder）という大型銀貨に由来する。ライクスダアルダーはライオンの像を彫っており、それゆえリューエンダーラー（leeuwendaler、ライオン・ドル）という別名があった。リューエンダーラーがオスマン帝国領内に流通し、ブルガリアやルーマニアではライオンが銀貨の別名になった。
1999年7月5日、デノミネーションが実施され、1,000旧レヴァは1新レフと同等の価値とされた。デノミネーション前の旧レフの国際通貨コードは、BGLである。このとき、ドイツ・マルクとは1レフ＝1マルクのペッグとなった。この年の1月1日に電子計算上でのユーロが導入され、1.95583レフ＝1.95583マルク＝1ユーロとなった。
2020年7月10日、クロアチア・クーナと同時にERM2加盟が承認された。交換レートは維持された。
2022年5月27日、ブルガリア政府は2024年からのユーロ導入の計画を承認し、ユーロ硬貨のデザインも決定していたが、収斂基準の一つであるインフレーション率の基準を満たすことが出来ておらず、ユーロ導入は早くても2026年頃となる見通しである。
2025年2月24日、政府が自国がインフレ基準を満たしたと判断したことを受けて、閣僚会議は欧州委員会および欧州中央銀行に対して臨時の収束報告書を正式に要請する決定を採択した。翌2月25日、ブルガリア国立銀行と財務省は、その報告書を正式に要請する書簡を送付した。6月4日、欧州委員会と欧州中央銀行の収斂報告レポートで、2026年にユーロを導入する全ての基準を満たしたことが示された。7月8日、欧州議会でブルガリアのユーロ導入に関する投票が行われ、参考的意見に過ぎないものの、圧倒的多数の賛成（賛成531票、反対69票、棄権79票）で支持された。また、同日欧州理事会でブルガリアのユーロ導入に関する最終措置を採択し、2026年1月1日からのユーロ使用を確定した。

## 硬貨と紙幣
現在流通している硬貨は、1, 2, 5, 10, 20, 50ストティンキ, 1, 2レフの8種類である。50ストティンキ以下の硬貨は1999年に、1レフ硬貨は2002年に、2レフ硬貨は2015年に発行が開始された。材質は、1, 2, 5ストティンキが銅メッキ鋼鉄(ただし発行初年の1999年のみ銅・アルミニウム・ニッケルの合金)、10, 20, 50ストティンキが銅・ニッケル・亜鉛の合金、1レフが外周黄銅・内側白銅のバイメタル貨、2レフが外周白銅・内側ニッケル黄銅のバイメタル貨となっている。
現在流通している紙幣は、5, 10, 20, 50, 100レフの5種類である。このシリーズは1999年に発行が開始されたが、100レフ紙幣のみは2003年に発行が開始された。このシリーズの紙幣は、左側に人物肖像が描かれ、右側に透かしが入っている。このシリーズの紙幣が発行開始された当初は、1, 2レフの紙幣も発行されていたが、これら2種類は後に同額面の硬貨に取って代わられ、1レフ紙幣は2016年1月1日、2レフ紙幣は2021年1月1日に流通停止となり、現在は金融機関での交換のみ認められている。